# Martinskapelle (Eichenberg)

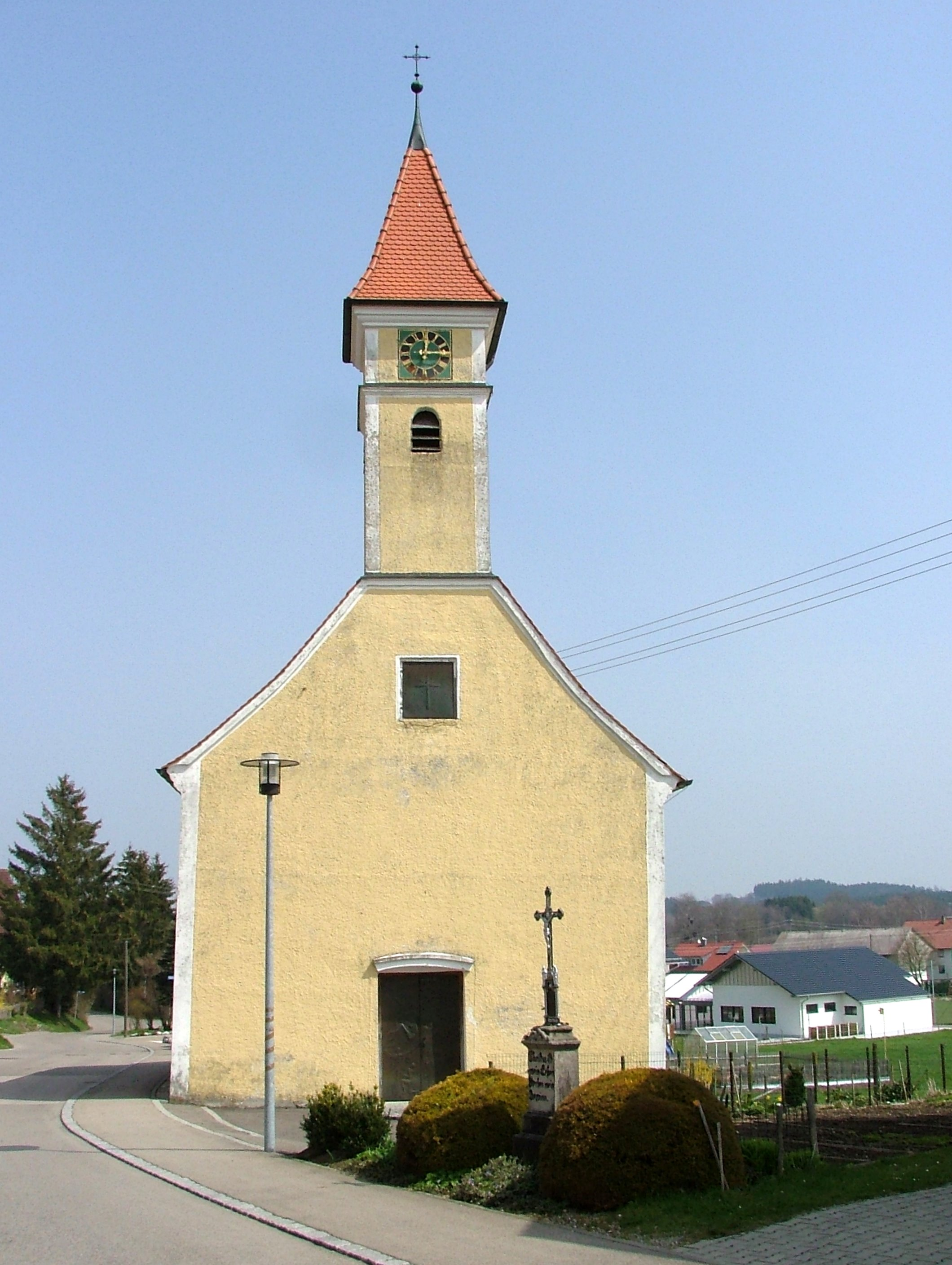
Martinskapelle

Die Kapelle St. Martin ist eine römisch-katholische Kapelle in Eichenberg, Gemeinde Berkheim (Landkreis Biberach).
Sie wurde im Jahre 1781 während der Amtszeit von Abt Willebold Held von der Reichsabtei Rot an der Rot errichtet.
Die Kapelle ist ein Kulturdenkmal.